# Sefronia
Sefronia – ósmy album studyjny amerykańskiego muzyka i wokalisty Tima Buckleya, wydany w 1973 roku nakładem DiscReet Records, wytwórni płytowej Franka Zappy i Herba Cohena.

## Lista utworów
Opracowano na podstawie materiału źródłowego.
LP:
Strona A
| 1. | "Dolphins" (Fred Neil)                                 | 3:10  |
|    |                                                        |       |
| 2. | "Honey Man" (Larry Beckett, Tim Buckley)               | 4:10  |
|    |                                                        |       |
| 3. | "Because of You" (Beckett, Buckley)                    | 4:25  |
|    |                                                        |       |
| 4. | "Peanut Man" (Frederick Marshall Freeman, Harry Nehls) | 2:52  |
|    |                                                        |       |
| 5. | "Martha" (Tom Waits)                                   | 3:10  |
|    |                                                        |       |
|    |                                                        | 17:47 |
|    |                                                        |       |
Strona B
| 6.  | "Quicksand" (Buckley)                                              | 3:22  |
|     |                                                                    |       |
| 7.  | "I Know I'd Recognize Your Face" (Letty Jo Baron, Denny Randell)   | 3:58  |
|     |                                                                    |       |
| 8.  | "Stone in Love" (Buckley)                                          | 3:27  |
|     |                                                                    |       |
| 9.  | "Sefronia: After Asklepiades, After Kafka" (Beckett, Buckley)      | 3:15  |
|     |                                                                    |       |
| 10. | "Sefronia: The King's Chain" (Beckett, Buckley)                    | 2:23  |
|     |                                                                    |       |
| 11. | "Sally, Go 'Round the Roses" (Lona Stevens, Zell Sanders, Buckley) | 3:43  |
|     |                                                                    |       |
|     |                                                                    | 20:08 |
|     |                                                                    |       |

## Twórcy
Opracowano na podstawie materiału źródłowego.
Muzycy:
- Tim Buckley – gitara dwunastostrunowa, śpiew
- Larry Bunker – instrumenty perkusyjne
- Sharon Beard - śpiew
- King Errisson – instrumenty perkusyjne, kongi, tamburyn
- Joe Falsia – gitara
- Buddy Helm – perkusja
- Myrna Matthews - śpiew
- Bernie Mysior – gitara basowa
- Reinhold Press – gitara basowa
- Bob Rafkin – gitara
- Denny Randell – klawisze
- Lisa Roberts – śpiew
- Tom Scott – saksofon
- Fred Seldon - flet
- Mark Tiernan – klawisze
- Lee Underwood – gitara
- Marcia Waldorf – śpiew
- Ken Watson – instrumenty perkusyjne, kotły (instrument muzyczny)

Produkcja:
- Denny Randell – produkcja muzyczna
- Kerry McNabb, Larry Hirsch, Roy Cicalo, Greg Venable, Roger Dollarhide – inżynieria dźwięku